# Anton Vogel
Anton Vogel (ur. 21 lipca 1913 w Lustenau, zm. 27 listopada 1971 w Hard) – austriacki zapaśnik walczący w obu stylach. Olimpijczyk z Londynu 1948, gdzie zajął ósme miejsce w stylu klasycznym i jedenaste miejsce w stylu wolnym. Walczył w kategorii 79 kg.
- Turniej w Londynie 1948 – styl wolny

Przegrał z Paulem Dätwylerem ze Szwajcarii i zawodnikiem RPA Callie Reitzem.
- Turniej w Londynie 1948 – styl klasyczny

Wygrał z reprezentantem Wielkiej Brytanii Stanem Bissellem i przegrał z Włochem Ercole Gallegatim i późniejszym wicemistrzem olimpijskim, Turkiem Muhlisem Tayfurem.